# Mače
Mače is een dorp en gemeente in Kroatië, in de provincie Krapina-Zagorje. In 2001 telde de gemeente 2715 inwoners. De gemeente omvat het dorpje Mače, en de plaatsen Delkovec, Frkuljevec Peršaveški, Mali Bukovec, Mali Komor, Peršaves, Veliki Bukovec, Veliki Komor, en Vukanci. De absolute meerderheid van de bevolking is Kroatisch

## Overig
Het dorpje Mače ligt naast de provinciale weg 29, en vlak bij een zijriviertje van de Krapina, de Velika Reka.
Steden (gradovi): Krapina · Donja Stubica · Klanjec · Oroslavje · Pregrada · Zabok · Zlatar

Gemeenten (općine): Bedekovčina · Budinščina · Desinić · Đurmanec · Gornja Stubica · Hrašćina · Hum na Sutli · Jesenje · Kraljevec na Sutli · Krapinske Toplice · Konjščina · Kumrovec · Marija Bistrica · Lobor · Mače · Mihovljan · Novi Golubovec · Petrovsko · Radoboj · Sveti Križ Začretje · Stubičke Toplice · Tuhelj · Veliko Trgovišće · Zagorska Sela · Zlatar-Bistrica